# Ludvig Fristedt
Ludvig Fristedt, född 21 mars 1844 i Klara församling, Stockholm, död 11 april 1899 i Stockholm, var en svensk skådespelare. 

## Biografi
Fristedt föddes utom äktenskapet av okända föräldrar. Han flyttade tidigt med sin fostermor till Finland. Sin finlandssvenska dialekt lyckades han sedan aldrig arbeta bort. 1862 kom han i maskinlära och fyra år senare återvände han till Stockholm där han fick plats vid Bergsunds Mekaniska Verkstad. Han hade redan fångats av teaterintresset och samma år gjorde han sin scendebut på den då nyinvigda Nya Teatern i Helsingfors. Wilhelm Åhman, som var teaterns sceniske styresman, blev Fristedts förste lärare. Han blev kvar till 1869, då han övergick till Thérèse Elfforss sällskap. 1870 antogs han som elev vid de kungliga teatrarna och anställdes som skådespelare 1873. 
Hans framgångar vid den kungliga scenen uteblev och hösten 1879 gick han över till Nya Teatern, och stannade där till 1891. De följande åren tillhörde han flera resande teatersällskap. 1896 anställdes han vid Vasateatern, Hans sista år verkade han som andreregissör vid Svenska teatern.
Bland hans roller kan nämnas titelrollen i Gringoire, Sune i Bröllopet på Ulfåsa, Laërtes i Hamlet, Lætorius i Cajus Grachus Boussman i Dagward Frey, Florizel i En vintersaga, Knox i Maria Stuart, Noëthold i Rolands dotter, Saltabadil i Kungen roar sig, Rudorf i Läkaren och Statyn i Lycko-Pers resa.
Utanför scenen ska Fristedt ha varit asocial och särskilt hysa aversion mot kvinnligt sällskap.
Fristed avled i tuberkulos och begravdes den 14 april 1899 på Norra begravningsplatsen.

## Omdömen
| ”                                                                     | Gringoire blef den enda roll i hvilken Fristedt lyckades. I alla de roller, som han sedan fick, förmådde han aldrig göra sig gällande, ehuru man nog uppmärksammade honom både på och utom scenen. Han var nämligen en originell entusiast, som alltid »rusade» och skrek, och som därigenom oftast gjorde sig löjlig. Han hade likväl mycket höga tankar om sig själf och sin skådespelaretalang och ansåg sig nära nog som Sveriges förnämste skådespelare. Men trots sina löjliga sidor — och han hade sådana även i det privata livet — var Ludvig Fristedt en hedersman, som med sina mycket små inkomster alltid gjorde rätt för sig och betalade sina skulder punktligt på dagen. | „ |
| – Johannes Svanberg, Kungl. teatrarne under ett halft sekel 1860-1910 | |   |

| ” | Stackars Fristedt, allt för ofta sedermera kom han åskådarnas ögon att tåras, men då af ett oemotståndligt löje och mer än en gång var han genom sitt excentriska uppträdande nära att förstöra effekten af ett helt skådespel. | „ |
| – Adolf Hellander, Skolpojksminnen med flera glada hågkomster från flydda dagar af En gammal skådespelare | |   |

## Teater

### Roller (ej komplett)

Ludvig Fristedt som Don Niguandinos i Bockfoten, Manegeteatern.

| År   | Roll                               | Produktion                                          | Regi              | Teater                      |
| ---- | ---------------------------------- | --------------------------------------------------- | ----------------- | --------------------------- |
| 1872 | Grefven af Oxford                  | Konung Richard den Tredje William Shakespeare       |                   | Kungliga Dramatiska Teatern |
| 1873 | En betjent                         | Första kapitlet Léon Laya                           |                   | Kungliga Dramatiska Teatern |
| 1873 | En fiskare                         | Graziella Jules Barbier och Michel Carré            |                   | Kungliga Dramatiska Teatern |
| 1873 | Erik                               | Vid riksgränsen Frans Hedberg                       |                   | Kungliga Dramatiska Teatern |
| 1873 | Pierre Gringoire, poet             | Gringoire Théodore de Banville                      |                   | Kungliga Dramatiska Teatern |
| 1874 | Hyllos                             | Kungarne på Salamis Johan Ludvig Runeberg           |                   | Kungliga Dramatiska Teatern |
| 1875 | Soldat II                          | Det besegrade lejonet François Ponsard              |                   | Kungliga Dramatiska Teatern |
| 1875 | En herre                           | Dagsländorna Frans Hedberg                          |                   | Kungliga Dramatiska Teatern |
| 1876 | Publius Lætorius, en ung plebej    | Cajus Gracchus Adolf von Wilbrandt                  |                   | Kungliga Dramatiska Teatern |
| 1876 | Noëthold, Sarracensk kämpe         | Rolands dotter Henri de Bornier                     |                   | Kungliga Dramatiska Teatern |
| 1877 | Henrik Boussman, väpnare           | Dagward Frey Edvard Bäckström                       |                   | Kungliga Dramatiska Teatern |
| 1877 | En krigsknekt                      | Fru Inger till Östråt Henrik Ibsen                  |                   | Kungliga Dramatiska Teatern |
| 1877 | Martial, skogvaktare               | Ferréol Victorien Sardou                            |                   | Kungliga Dramatiska Teatern |
| 1878 | Torkel, landsknekt                 | Hertigen                                            |                   | Kungliga Dramatiska Teatern |
| 1878 | Germain, betjent hos Fourchambault | Familjen Fourchambault Émile Augier                 | Gustaf Fredrikson | Kungliga Dramatiska Teatern |
| 1879 | de Lartiges                        | Dora Victorien Sardou                               |                   | Kungliga Dramatiska Teatern |
| 1888 |                                    | Fröken Räf Rudolf Kneisel                           |                   | Svenska teatern             |
| 1888 |                                    | Livet på landet Peter Fristrup och Hjalmar Selander |                   | Svenska teatern             |
| 1889 |                                    | Mr. Pickwick Peter Raun Fristrup                    |                   | Svenska teatern             |
| 1896 | Statyn                             | Lycko-Pers resa August Strindberg                   |                   | Vasateatern                 |